# 20270 Фільдойч
20270 Фільдойч (20270 Phildeutsch) — астероїд головного поясу, відкритий 20 березня 1998 року.
Тіссеранів параметр щодо Юпітера — 3,497.